# 伊底帕斯在柯隆納斯

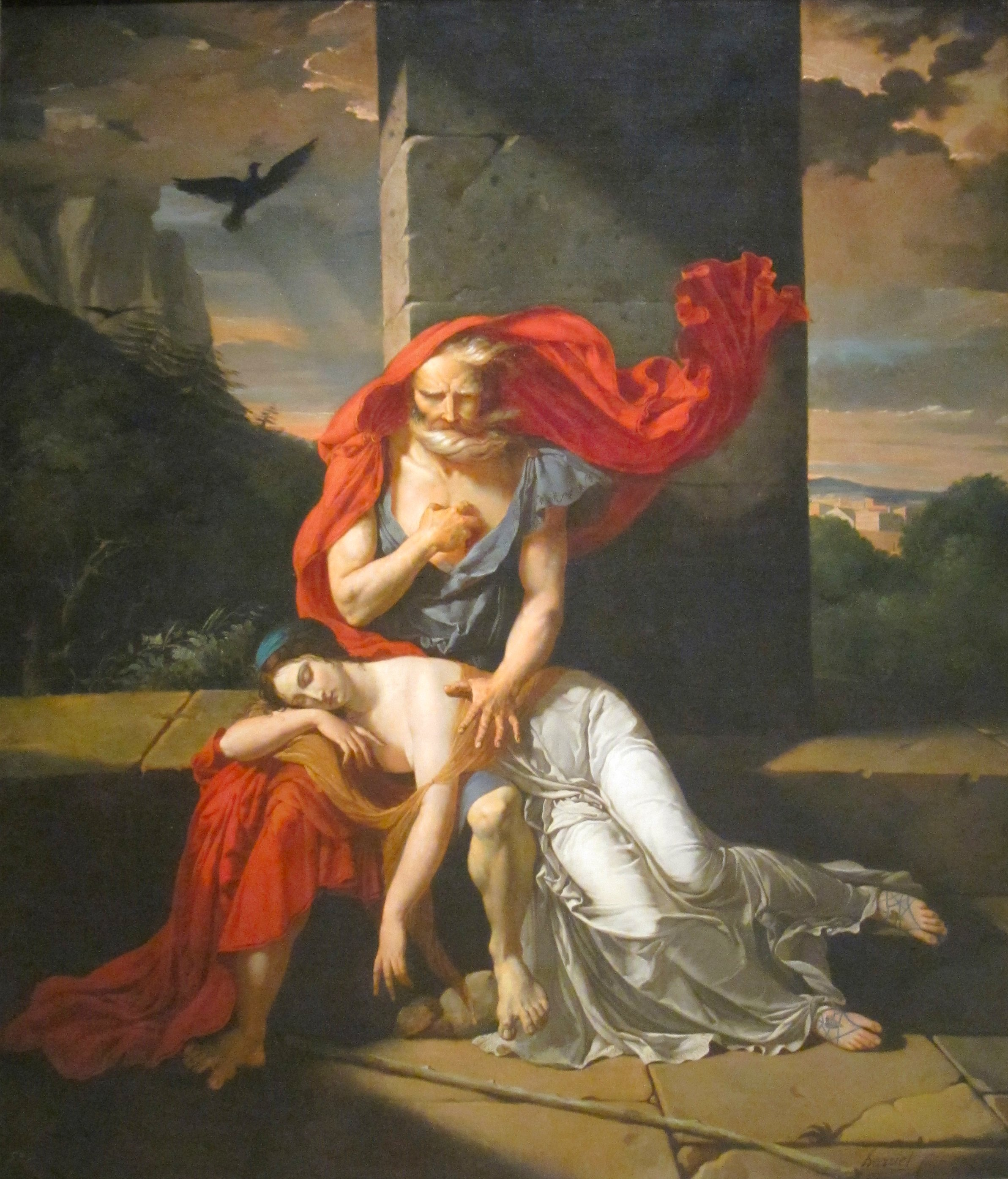
伊底帕斯在柯隆納斯

《伊底帕斯在柯隆納斯》為古希臘悲劇作家索福克勒斯於西元前406年根據希臘神話中伊底帕斯的故事所創作的一齣希臘悲劇，為希臘悲劇中的代表之作。本劇為《伊底帕斯王》的續集。

## 劇情
伊底帕斯（Oedipus 或 Œdipus,有時拼為 Oidipous也有Odypus）是希臘神話中忒拜的國王，是國王拉伊俄斯和王后伊俄卡斯忒的兒子，他在不知情的情況下，殺死了自己的父親並娶了自己的母親。知道真相後，悲憤不已的伊底帕斯刺瞎了自己的雙眼自我放逐，本劇由此開始。
伊底帕斯好不容易到達雅典附近的柯隆納斯森林，被命運翻弄的他隨着預言被導引至復仇女神厄里倪厄斯的聖林，伊底帕斯希望以此為墓地，雅典的忒修斯王同意了。雖然伊底帕斯的兒子波呂涅克斯和伊底帕斯的繼任人忒拜國王克瑞翁想阻止，伊底帕斯還是在只有忒修斯的見證下深埋於柯隆納斯森林地下。